# Shenyang WS-20
Le WS-20 (chinois : 涡扇-20 ; pinyin : Wōshàn-20, signifiant « Turbofan-20 ») est un turbofan à fort taux de dilution chinois conçu par la Shenyang Aircraft Corporation. Reprenant le cœur du turbofan à faible taux de dilution WS-10A, il est en cours de développement et devrait équiper l'avion de transport stratégique Xi'an Y-20.
Avec une poussée comprise entre 120 et 140 kN, le WS-20 vole déjà sur un Il-76 de tests depuis 2014, et devait entrer en production en 2016.

## Applications
- Xi'an Y-20